# Hengelo (Overijssel)
Hengelo  (basso sassone: Hengel) è una città e un comune neerlandese nella regione di Twente nel sudest della provincia di Overijssel. Hengelo confina nell'est col comune di Enschede, nel sud col comune di Haaksbergen, nell'ovest col comune di Hof van Twente, nel nordovest col comune di Borne e nel nordest col comune di Dinkelland. Il comune conta 80 809 abitanti (1º gennaio 2010, fonte: CBS). 
La città annualmente è sede in un importante meeting di atletica leggera, del circuito IAAF World Athletics Tour, denominato Fanny Blankers-Koen Games, in omaggio alla sportiva olandese, Fanny Blankers-Koen.